# Данијел Радклиф
Данијел Џејкоб Радклиф (енгл. Daniel Jacob Radcliffe; Лондон, 23. јул 1989) енглески je глумац, најпознатији по улози Харија Потера у истоименом серијалу, почевши са филмом Хари Потер и Камен мудрости из 2001. па до филма Хари Потер и реликвије Смрти: Други део из 2011. године.
Такође је постао познат и као позоришни глумац захваљујући улогама у представи Equus из 2007. и бродвејском мјузиклу How to Succeed in Business Without Really Trying из 2011. По завршетку Хари Потер серијала, Радклиф је 2012. играо главну улогу у хорору Жена у црном, а следеће године појавио се као Ален Гинсберг у биографској драми Убиј своје најдраже.
У новембру 2015. године добио је своју звезду на холивудској Стази славних.

## Филмографија
| Улоге Данијела Радклифа |                                               |               |                        |                   |
| Година                  | Српски назив                                  | Изворни назив | Улога                  | Напомена          |
| 1999.                   | Дејвид Коперфилд                              |               | Млади Дејвид Коперфилд | ТВ филм           |
| 2001.                   | Панамски кројач                               |               | Марк Пендел            |                   |
| 2001.                   | Хари Потер и Камен мудрости                   |               | Хари Потер             |                   |
| 2002.                   | Хари Потер и Дворана тајни                    |               | Хари Потер             |                   |
| 2004.                   | Хари Потер и Затвореник из Аскабана           |               | Хари Потер             |                   |
| 2005.                   | Хари Потер и Ватрени пехар                    |               | Хари Потер             |                   |
| 2007.                   | Хари Потер и Ред феникса                      |               | Хари Потер             |                   |
| 2007.                   | Децембарски дечаци                            |               | Мапс                   |                   |
| 2007.                   | Мој син Џек                                   |               | Џек Киплинг            | ТВ филм           |
| 2009.                   | Хари Потер и Полукрвни принц                  |               | Хари Потер             |                   |
| 2010.                   | Хари Потер и реликвије Смрти: Први део        |               | Хари Потер             |                   |
| 2011.                   | Хари Потер и реликвије Смрти: Други део       |               | Хари Потер             |                   |
| 2012.                   | Жена у црном                                  |               | Артур Кипс             |                   |
| 2013.                   | Убиј своје најдраже                           |               | Ален Гинсберг          |                   |
| 2013.                   | Рогови                                        |               | Иг Периш               |                   |
| 2013.                   | Шта ако?                                      |               | Волас                  |                   |
| 2014.                   | Пингвини са Мадагаскара                       |               | Смор                   |                   |
| 2015.                   | Виктор Франкенштајн                           |               | Игор                   |                   |
| 2015.                   | Хаос у најави                                 |               |                        |                   |
| 2016.                   | Човек - швајцарски нож                        |               |                        |                   |
| 2016.                   | Велика илузија: Други чин                     |               | Волтер                 |                   |
| 2016.                   | Империум                                      |               |                        |                   |
| 2017.                   | Џунгла                                        |               |                        |                   |
| 2022.                   | Хари Потер 20. годишњица: Повратак у Хогвортс |               | самог себе             | специјал окупљања |
| 2022.                   | Изгубљени град                                |               | Абигејл Ферфакс        |                   |